# Jánoshalma (distrikt)
Jánoshalma är ett distrikt i Ungern. Det ligger i provinsen Bács-Kiskun, i den centrala delen av landet, 140 km söder om huvudstaden Budapest.